# Hecatesia fenestrata
Espèce
Hecatesia fenestrata est une espèce de lépidoptère de la famille des Noctuidae et du genre Hecatesia originaire du sud-est de l'Australie.

## Description
Il a une envergure d'environ 25 mm pour le mâle et 30 mm pour la femelle. Les ailes antérieures sont noires avec deux bandes blanches. Chez les mâles, il y a une zone sans écailles, situé près du bord antérieur des ailes antérieures. Au lieu d'écaille, cette zone a une surface crantée, pour faire un cliquetis lorsque le papillon vole en frottant cette zone contre une petite saillie. Le bruit est probablement utilisé pour attirer les femelles. Les ailes postérieures sont de couleur orange avec une bordure noire.
Les chenilles se nourrissent sur Cassytha melantha. Elles ont des poils blancs clairsemés le long du corps et des bandes irrégulières de couleur orange, jaune, noir et blanche, ainsi qu'une importante ligne latérale jaune pâle et une zone rouge près de la queue.

## Galerie

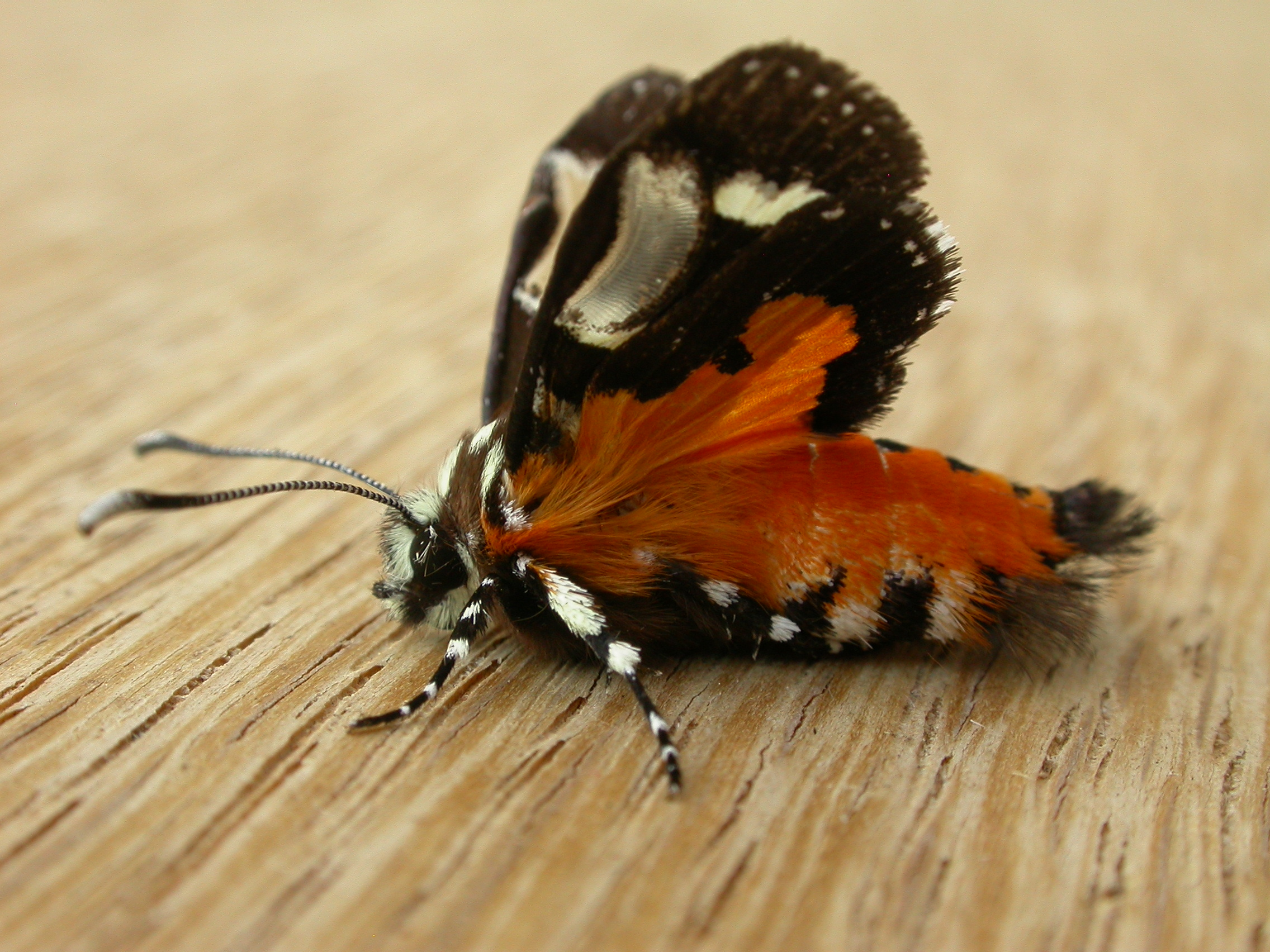
Mâle, vue latérale
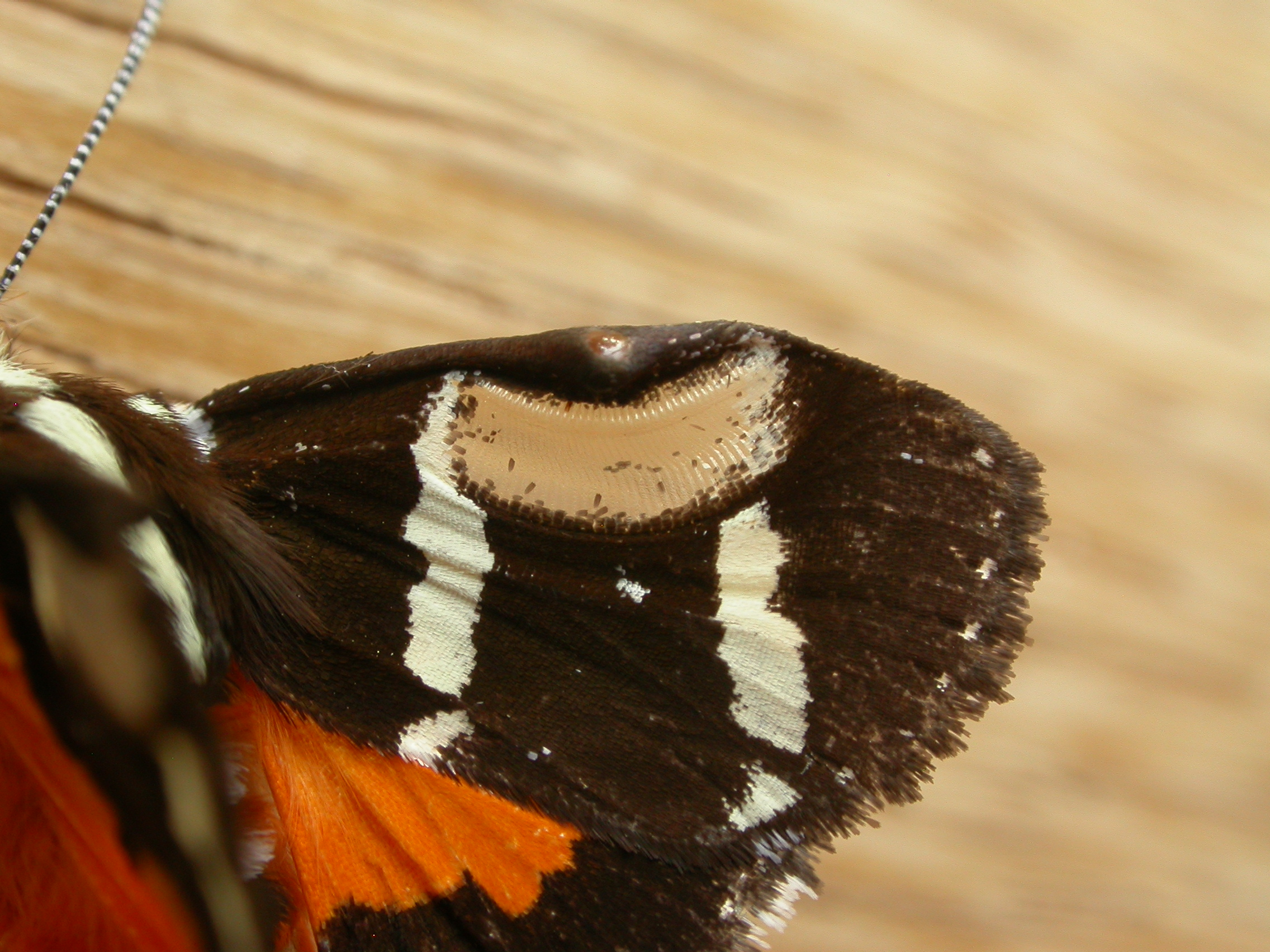
Mâle, détail de l'aile